# 湵京
李湵京（韓語：이유경/李湵京，1999年11月5日—）是韓國女子組合ALICE的成員，在隊內擔任主舞、副唱及門面。

## 教育经历
艺苑学校（舞蹈系）
首爾世宗高中

## 生活经历
李湵京從小學四年級到高中一年級主修韓國舞，並曾在在誠信女子大學舞蹈比賽中以韓國舞獲得第一名。

## 其他活动

### 广告
| 年   | 公司名称 | 品牌                     | 分类 |
| ---- | -------- | ------------------------ | ---- |
| 2019 | GS25     | Cafe 25 大容量黑榛子咖啡 | 饮料 |